# William Thompson
William Thompson (ur. w 1775 w Corku, zm. 1833 w hrabstwie Cork) – irlandzki pisarz zajmujący się problematyką filozoficzną, społeczną i ekonomiczną. Przedstawiciel socjalizmu ricardiańskiego, teoretyk ruchu spółdzielczego. Podstawą podziału bogactwa powinna być zdaniem Thompsona utylitarystyczna zasada "największego szczęścia dla możliwie największej liczby osób". Uważał, że motyw zysku może być zastąpiony w życiu gospodarczym przez motywację bardziej moralną i społecznie pożądaną. Postulował pokojową przebudowę społeczeństwa w kierunku socjalizmu.

## Dzieła
- Badania nad zasadami podziału bogactwa (1824)